# Gery Helderenberg
Gery Helderenberg, pseudoniem van Hubert Buyle (Nieuwkerken-Waas, 18 januari 1891 – Lede, 9 december 1979) was een Vlaams dichter en geestelijke.

## Levensloop
Hij volgde een priesteropleiding in Sint-Niklaas, waar hij in 1915 gewijd werd. Na op verschillende parochies onderpastoor te zijn geweest, was hij van 1939 tot 1966 algemeen directeur van de Zwarte Zusters in Aalst en aalmoezenier van het Onze-Lieve-Vrouwziekenhuis. Tijdens zijn emeritaat vanaf 1966 werd hij rector van het klooster en rustoord van de Zwarte Zusters in Lede.
Reeds voor zijn priesterwijding debuteerde hij, onder de schuilnaam Helderenberg, als dichter. Zijn eerste bundel Poëmata bevatte voornamelijk belijdenispoëzie en verscheen in 1913. Hierna volgde een vrij lange periode waarin geen werk van Helderenberg verscheen. In 1926 publiceerde hij Lente-hemel. Deze bundel vormde het begin van een snelle uitbreiding van zijn oeuvre. In totaal publiceerde Helderenberg meer dan dertig dichtbundels, koorspelen en spreekkoren.

## Publicaties

### Poëzie
- Poemata, 1913.
- Liederen van de H. Hildegard, 1930.
- Smeltkroes, 1931.
- Het Aambeeld, 1932.
- Dageraad, 1932.
- De Oogst van God, 1933.
- Zonnebloem, 1933.
- Als de ziel ontwaakt, 1934.
- Veldbloemen, 1934.
- Rorate Coeli, 1934.
- De goddelijke harpenaar, 1947.

### Toneel
- Spel van het Lam Gods, 1930.
- Mysterium Crucis, 1934.

### Bloemlezingen
- Liefde en dood, Colibrant Deurle, 1961.
- Ante terminum, Heideland Hasselt, 1971.
- Verzamelde gedichten, samengesteld door Piet Thomas, Orion Brugge, 1978.

## Eerbetoon
Hoewel de dichter niet bijzonder bekend was bij het grote publiek ontving hij een aantal vooraanstaande prijzen voor zijn werk:
- In 1932 de August Beernaertprijs voor zijn bundel De smeltkroes.
- In 1954 de Justus de Harduwijnprijs voor religieuze poëzie.
- In 1957 de provinciale prijs voor poëzie.
- In 1961 de Prijs van Wemmel.
- In 1962 de vijfjaarlijkse Guido Gezelle-prijs toegekend voor verschillende dichtbundels die in de jaren daarvoor waren verschenen.
- In 1962 de prijs van de Scriptores Catholici.
- In 1972 voor de tweede maal de Guido Gezelleprijs.

In 1975 werd zijn werk bekroond met de Vlaamse Driejaarlijkse Staatsprijs ter bekroning van een schrijverscarrière.